# 郑娥览
郑娥览（韩语： Jeong A-ram，1998年11月10日—），韩国女子举重运动员，來自仁川，是2023年世界舉重錦標賽女子87公斤级铜牌得主以及2022年亚洲运动会女子87公斤级铜牌得主。